# Ла-Пас (Південна Нижня Каліфорнія)
Ла-Пас (ісп. La Paz) — місто і муніципалітет в Мексиці, входить до штату Південна Нижня Каліфорнія. Населення 189 176 чоловік.

## Історія
Назва міста перекладається з іспанської, як «мир». Гуайкури, перші жителі тутешніх місць, називали місце Airapí, після прибуття іспанців поселення перейменували на Ла-Пас. Приблизно 14 000 років тому сюди по узбережжю Тихого океану, пришли перші люди, які вели кочовий спосіб життя. Вони залишили сліди свого існування за допомогою наскельних малюнків, знайдених повсюду на півострові і в районі міста. 
В доіспанську епоху тут існувало, принаймні три племені — перікує (Pericúes), гуайкура (Guaycuras) і кочимі (Cochimíes). Перші населяли південну частину півострова і північну частину мису Сан-Лукас (Cabo San Lucas), другі — центральні райони, і останні — північні райони. В безпосередній близькості від того місця, де зараз знаходиться Ла-Пас, жили перікує.
Вважається, що Ернан Кортес є першовідкривачем півострова Нижня Каліфорнія. Однак, першим європейцем на півострові був іспанський мореплавець Ф. Хіменес (Fortún Jiménez) разом із кораблем Concepción, який побачив і відвідав півострів 1534 року (але вважав його островом).
Датою заснування міста вважається 3 травня 1535 року, коли Ернан Кортес назвав нововідкриту бухту Св. Хреста (Santa Cruz). 1596-го Себастьян Віскаїно (Sebastián Vizcaíno) теж прибув сюди і назвав це місце Ла-Пас. З 10 січня по 8 травня 1854 року місто слугувало столицею Республіки Сонора американського авантюриста Вільяма Вокера (William Walker). Цей проект провалився через відсутність підтримки зі сторони США і тиску зі сторони мексиканського уряду.
1974 року, після створення штату Південна Нижня Каліфорнія, Ла-Пас став столицею цього федерального суб'єкту.

## Економіка
В місті існують різні підприємства харчової, гірничодобувної промисловості, також є заклади культури та освіти. Розвинута транспортна інфраструктура. Місто обслуговує Міжнародний аеропорт Мануеля Маркеса-де-Леона.

## Клімат
Місто знаходиться у зоні, котра характеризується кліматом тропічних пустель. Найтепліший місяць — серпень із середньою температурою 30.1 °C (86.2 °F). Найхолодніший місяць — січень, із середньою температурою 17.3 °С (63.1 °F).
| Клімат Ла-Паса          | Клімат Ла-Паса | Клімат Ла-Паса | Клімат Ла-Паса | Клімат Ла-Паса | Клімат Ла-Паса | Клімат Ла-Паса | Клімат Ла-Паса | Клімат Ла-Паса | Клімат Ла-Паса | Клімат Ла-Паса | Клімат Ла-Паса | Клімат Ла-Паса | Клімат Ла-Паса |
| Показник                | Січ.           | Лют.           | Бер.           | Квіт.          | Трав.          | Черв.          | Лип.           | Серп.          | Вер.           | Жовт.          | Лист.          | Груд.          | Рік            |
| Абсолютний максимум, °C | 31             | 34             | 35             | 38             | 40             | 41             | 41             | 41             | 42             | 38             | 35             | 32             | 42             |
| Середній максимум, °C   | 23,5           | 24,8           | 27,2           | 30,3           | 33,3           | 35,6           | 36,5           | 36,1           | 34,9           | 32,5           | 28,3           | 24,3           | 30,6           |
| Середня температура, °C | 17,3           | 18,1           | 19,6           | 22,1           | 24,5           | 27             | 29,7           | 30,1           | 29,3           | 26,2           | 22             | 18,5           | 23,7           |
| Середній мінімум, °C    | 11,1           | 11,2           | 12             | 13,9           | 15,6           | 18,5           | 22,9           | 24             | 23,5           | 19,8           | 15,8           | 12,8           | 16,8           |
| Абсолютний мінімум, °C  | 2              | 2,5            | 3              | 4,5            | 8,5            | 10             | 11,5           | 13             | 12             | 10             | 6,5            | 2              | 2              |
| Норма опадів, мм        | 15             | 5              | 2              | 1              | 1              | 1              | 15             | 38             | 59             | 11             | 8              | 15             | 171            |
| Днів з дощем            | 1,9            | 1,1            | 0,4            | 0,2            | 0,1            | 0,2            | 2,1            | 4,2            | 4,1            | 1,4            | 0,9            | 1,8            | 18,4           |
| Вологість повітря, %    | 70             | 68             | 65             | 62             | 60             | 61             | 65             | 68             | 70             | 69             | 69             | 71             | 67             |
| ----------------------- | -------------- | -------------- | -------------- | -------------- | -------------- | -------------- | -------------- | -------------- | -------------- | -------------- | -------------- | -------------- | -------------- |
| Джерело: Weatherbase    |                |                |                |                |                |                |                |                |                |                |                |                |                |